# Lathrotriccus griseipectus
Caça-moscas-de-peito-cinzento ou papa-moscas-de-peito-cinzento (Lathrotriccus griseipectus) é uma espécie de ave da família Tyrannidae.
Pode ser encontrada nos seguintes países: Equador e Peru.
Os seus habitats naturais são: florestas secas tropicais ou subtropicais , florestas subtropicais ou tropicais húmidas de baixa altitude e regiões subtropicais ou tropicais húmidas de alta altitude.
Está ameaçada por perda de habitat.